# Tučapy (Zlín)
Tučapy (in tedesco Tutschap) è un comune della Repubblica Ceca facente parte del distretto di Uherské Hradiště, nella regione di Zlín.